# Kazimierz Konopka

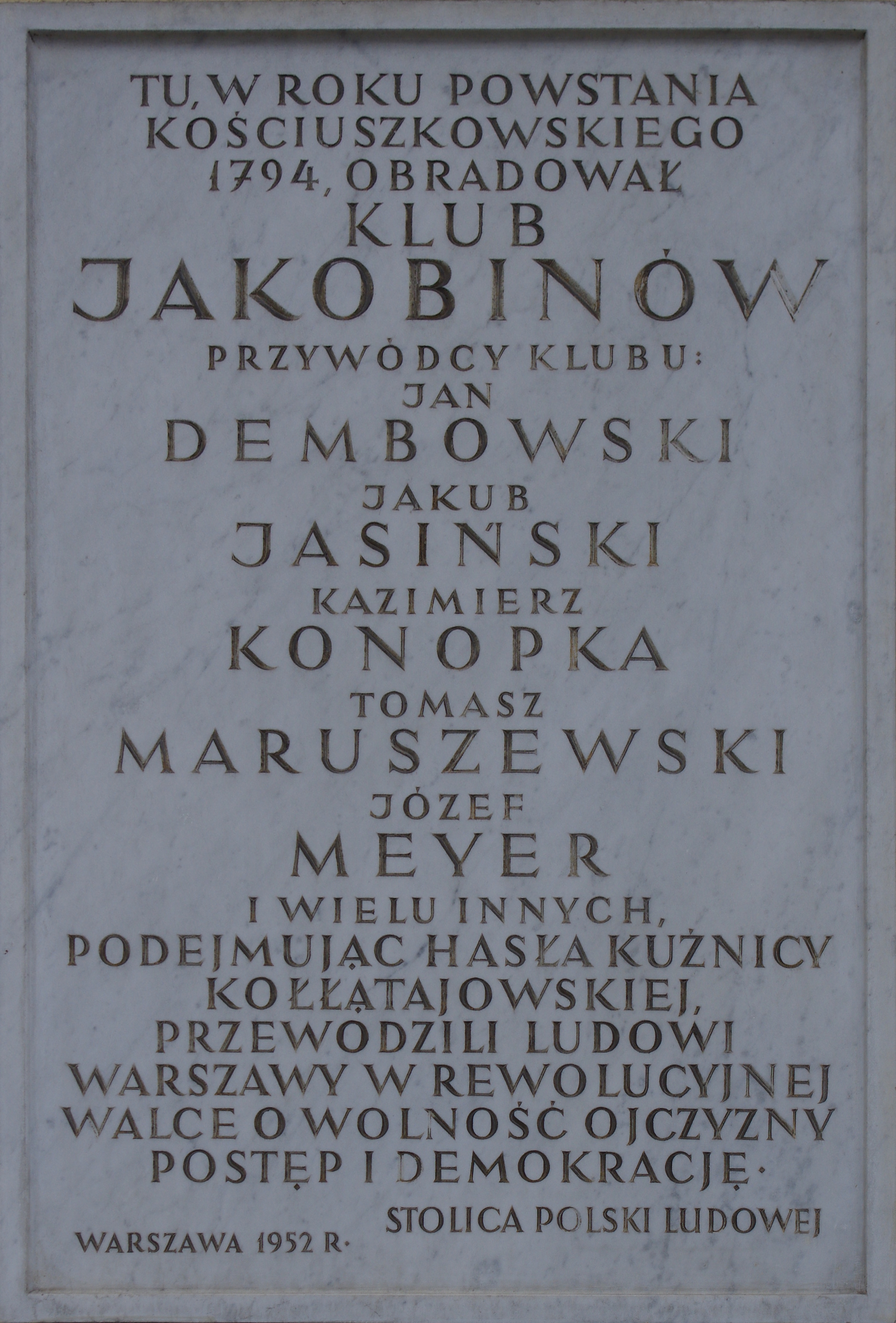
Tablica upamiętniająca Jakobinów polskich na gmachu dawnej Giełdy i Banku Polskiego na Placu Bankowy w Warszawie

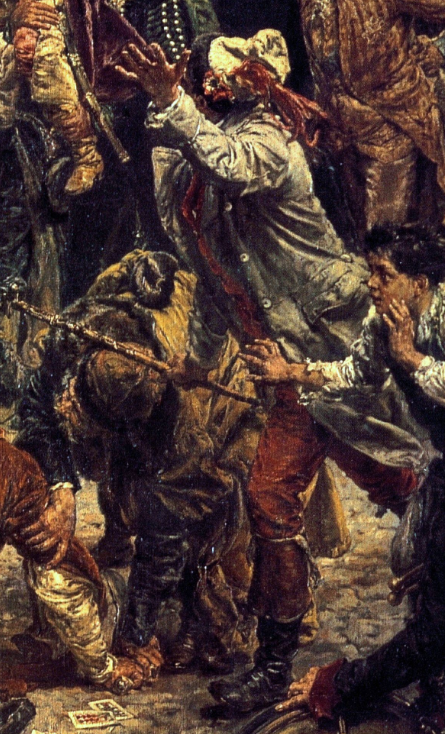
Kazimierz Konopka na fragmencie obrazu Matejki

Kazimierz Józef Konopka (ur. w marcu 1769 w Poznaniu, zm. we wrześniu 1805 w Bari, Włochy) – sekretarz Hugona Kołłątaja, członek tzw. Kuźnicy Kołłątajowskiej, publicysta, jeden z przywódców jakobinów warszawskich (oficjalnie wstąpił do ich klubu w 1793), żołnierz (kawalerzysta), oficer Legionów Polskich.

## Życiorys
Konopka był pochodzenia mieszczańskiego, urodzony w Poznaniu, studiował prawo w Krakowie. Gdy Kołłątaj był podkanclerzym (1791), Konopka był sekretarzem pieczęci mniejszej.
Pracownik wydziału Policji. Aplikant adwokacki u Franciszka Barssa. W trakcie powstania kościuszkowskiego wstąpił do wojsk kawaleryjskich. Uzyskał rozgłos jako przywódca demonstracji i zamieszek w Warszawie w maju i czerwcu 1794, w tym w wieszaniach insurekcyjnych warszawskich 28 czerwca 1794. Skazany przed sąd powstańczy za udział w tych wydarzeniach na banicję (w związku z powieszeniem przyjaciela Kościuszki, adwokata Michała Wulfersa). Po wygnaniu Konopka udał się do Paryża, gdzie wstąpił do francuskiej huzarii, walczył m.in. na Korsyce. W 1796 wstąpił do Legionów Polskich we Włoszech, otrzymał stopień oficerski (doszedł do stopnia majora w 1798). Służył w kawalerii, dowodził szwadronem, a później baonem. W 1801 był adiutantem Jana Henryka Dąbrowskiego.
Konopka jest jedną z postaci na obrazie Matejki pt. Konstytucja 3 Maja 1791 roku.